# Пыли (деревня)
Пыли — деревня в Бежецком районе Тверской области. Входит в состав Городищенского сельского поселения.

## География
Находится в восточной части Тверской области на расстоянии приблизительно 10 км на восток-северо-восток по прямой от районного центра города Бежецк.

## История
Деревня была отмечена еще на карте 1825 года. В 1859 году здесь (деревня Бежецкого уезда Тверской губернии) было учтено 56 дворов, в 1978 — 12.

## Население
Численность постоянного населения: 311 человек (1859 год), 0 как в 2002 году, так и в 2010.